# Michiel van Erp (muzikant)
Michiel van Erp (1978) is een Nederlandse componist en producer.
Michiel van Erp verwierf in 1998 enige bekendheid op de website MP3.com met het nummer Jungle.
Dit nummer is op een aantal verzamel-cd's terechtgekomen en werd later meegeleverd met diverse producten, zoals MusicMatch en een Amerikaanse mp3-speler. Verder werd het nummer door twee Nederlandse muziekbladen (Interface en Future Music) gerecenseerd.
Een aantal jaren hield Van Erp zich vooral bezig met het maken van muziek voor films en musicals. Voorbeelden hiervan zijn de film Pech, een reclame van Martinair, kindermusicals en diverse bedrijfsfilms. 
In 2013 bracht hij Versions uit, een remixalbum met 23 bewerkingen van bestaande nummers. Naast dit album zijn de bewerkingen voor Nick Carter (2011) en Moby (2014) door hen officieel uitgebracht. In mei 2015 produceerde hij een EP met vijf nieuwe tracks, getiteld Same Old Place.

## Discografie (albums)
- Intentions (1999)
- Same Old Place (2015, EP)

## Discografie (singles)
- Awake Your Soul (2010)
- Subway People (2010)
- Goodmorning Tea (2010)
- Stars in the Sky (2002)
- Dreaming About You (2001)
- Secret of the Lighthouse (2001)
- Bombay Breakout (1999)
- Jungle (1998)
- Summer Nights (1998)
- Tranquility ReAssured (1998)

## Remixes
- Versions (2013, verzameling met 23 remixes)

## Film en musical
- The Reason Behind Me (Austr. film, 2010)
- Consequences (Austr. film, 2010)
- BCeXtremeHD (Canadese hdtv-serie, 2007)
- East Coast Ballooning (Amerik. docu, 2007)
- De Vrolijke Rookworst (kindermusical, 2007)
- Het Beste Nummer Ooit! (kindermusical, 2007)
- Een Verloren Dans (kindermusical, 2006)
- Martinair (reclame, 2006)
- Pech (film, 2005)
- Een Broodje Gras (film, 2005)
- De Vierde Dag (film, 2003)